# Hylotelephium populifolium
Hylotelephium populifolium är en fetbladsväxtart som först beskrevs av Pall., och fick sitt nu gällande namn av Hideaki Ohba. Hylotelephium populifolium ingår i släktet kärleksörter, och familjen fetbladsväxter. Inga underarter finns listade i Catalogue of Life.

## Bildgalleri

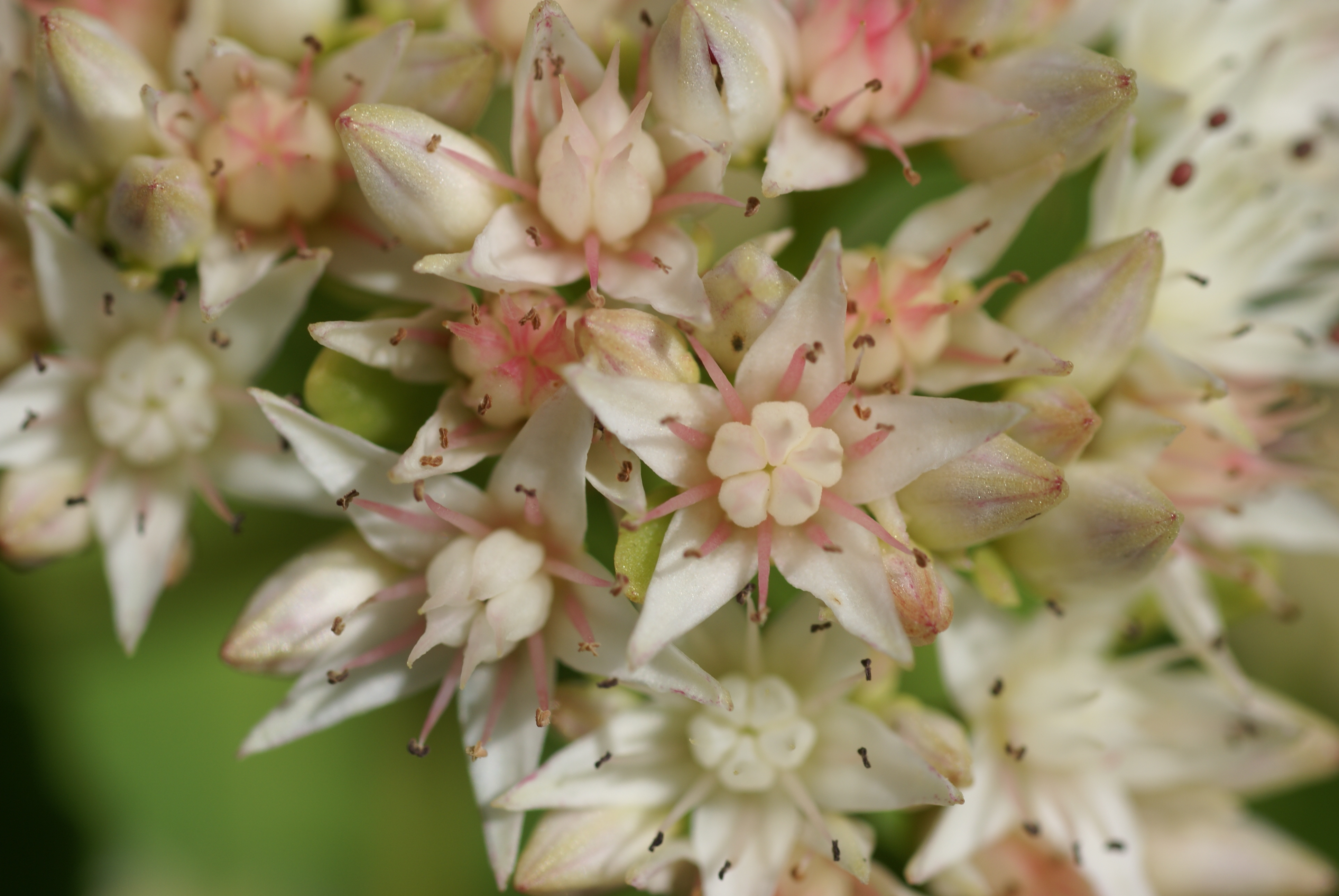
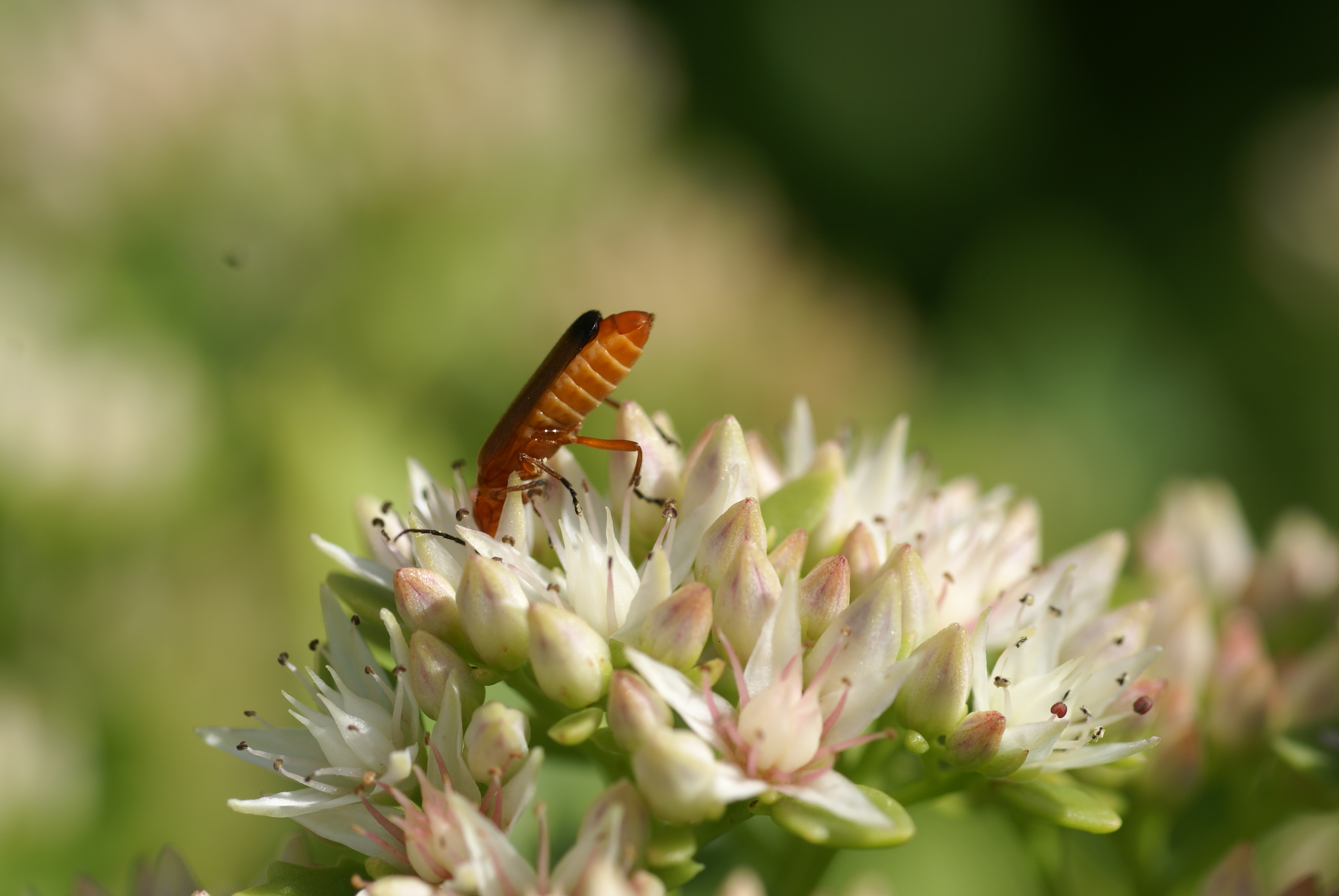
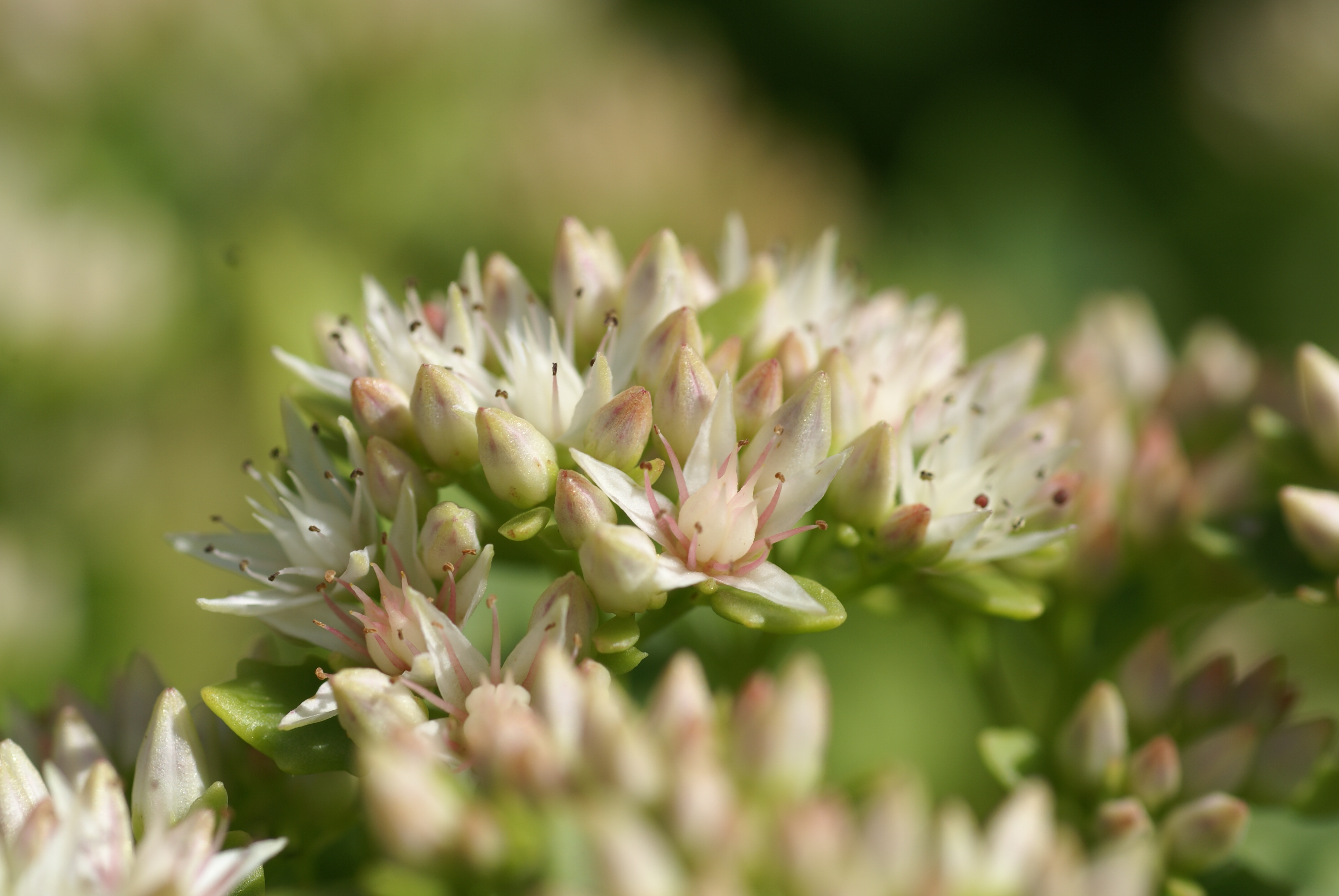
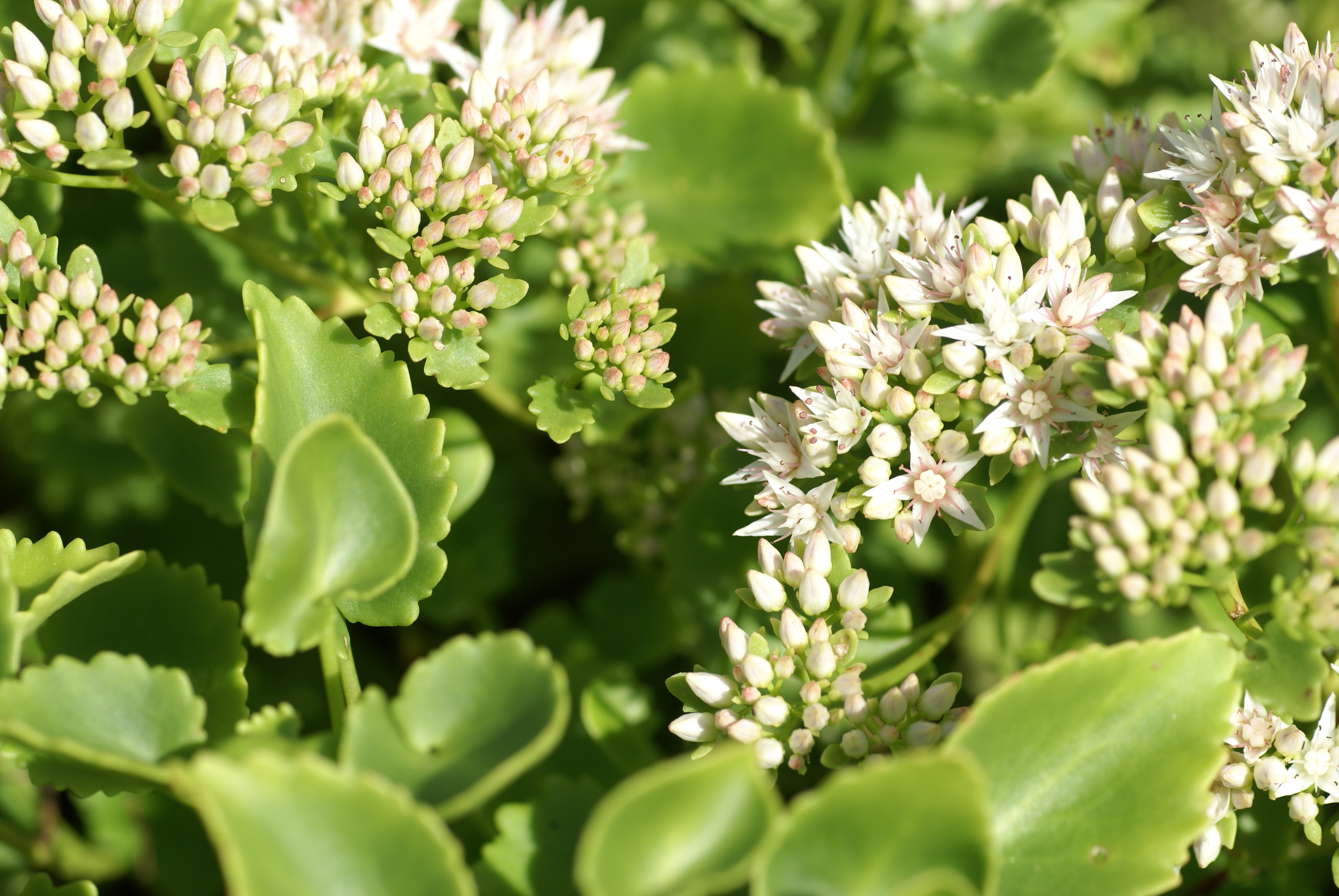
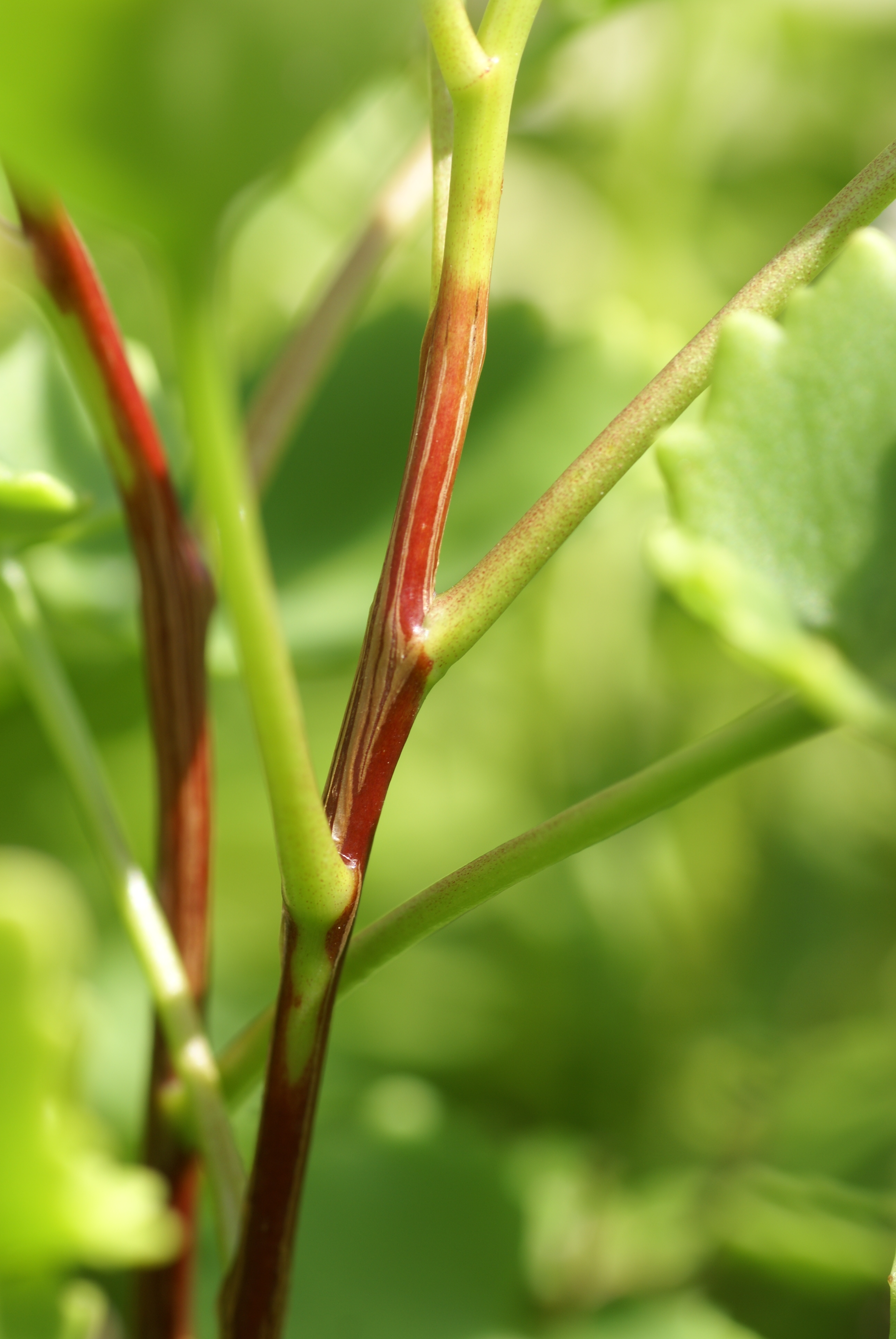
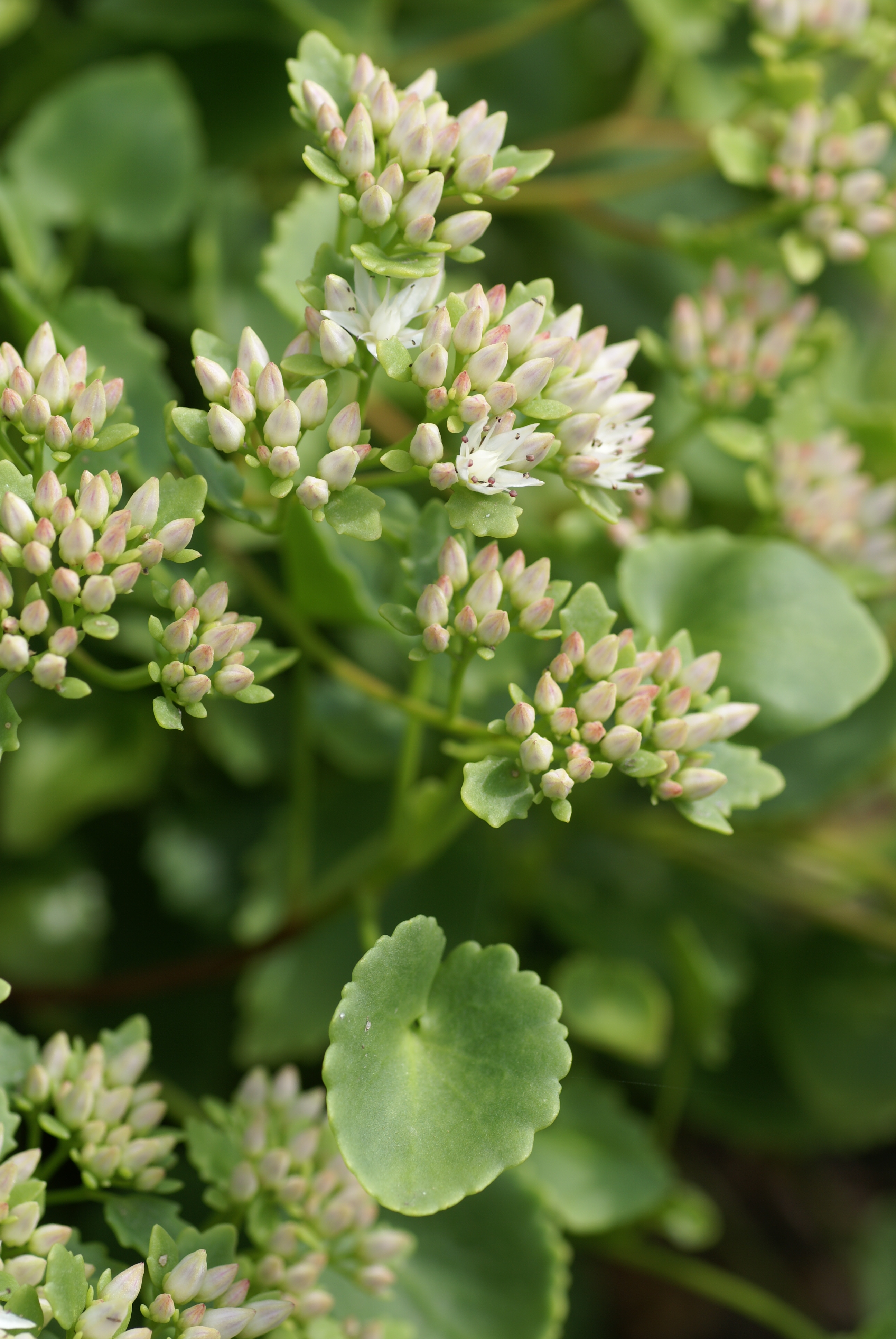